# Форкатура (Мачерата)
Форкатура (итал. Forcatura) насеље је у Италији у округу Мачерата, региону Марке.
Према процени из 2011. у насељу је живело 13 становника. Насеље се налази на надморској висини од 723 м.